# Mistrzostwa świata w kolarstwie BMX
Mistrzostwa świata w kolarstwie BMX są organizowane przez Międzynarodową Unię Kolarską od 1996 roku i są rozgrywane corocznie w kilku konkurencjach.
Imprezy mistrzowskie w kolarstwie BMX były organizowane już od 1982 roku, jednak dopiero w 1996 roku ich organizację przejęła UCI. Pierwsze oficjalne mistrzostwa zorganizowano w brytyjskim Brighton, gdzie zawodnicy rywalizowali w sześciu konkurencjach: wyścigu juniorów, zawodowców (oba zarówno dla kobiet jak i mężczyzn) oraz Cruiser juniorów i zawodowców (tylko mężczyźni). Cruiser zarzucono w 2010 roku. Obecnie program mistrzostw składa się z czterech wyścigów dla kobiet i mężczyzn: junior, zawodowcy, jazda na czas juniorów oraz jazda na czas zawodowców. 
Każdy zawodnik z tytułem mistrza świata otrzymuje tęczową koszulkę, na której widnieją różnokolorowe paski. Przez następny rok mistrz ma prawo zakładać taką koszulkę podczas swoich startów w zawodach. Po upływie roku może używać tych kolorów nadal jako detal (np. na kołnierzyku lub rękawku koszulki). Kolory te mają zastosowanie we wszystkich dyscyplinach kolarskich.

## Edycje zawodów
| - 1996 – Brighton, Wielka Brytania - 1997 – Saskatoon, Kanada - 1998 – Melbourne, Australia - 1999 – Vallet, Francja - 2000 – Córdoba, Argentyna - 2001 – Louisville, USA - 2002 – Paulínia, Brazylia - 2003 – Perth, Australia - 2004 – Valkenswaard, Holandia - 2005 – Paryż, Francja - 2006 – São Paulo, Brazylia | - 2007 – Victoria, Kanada - 2008 – Taiyuan, Chiny - 2009 – Adelaide, Australia - 2010 – Pietermaritzburg, RPA - 2011 – Kopenhaga, Dania - 2012 – Birmingham, Wielka Brytania - 2013 – Auckland, Nowa Zelandia - 2014 – Rotterdam, Holandia - 2015 – Zolder, Belgia - 2016 – Medellín, Kolumbia - 2017 – Rock Hill, USA | - 2018 – Baku, Azerbejdżan - 2019 – Heusden-Zolder, Belgia - 2021 – Arnhem, Holandia - 2022 – Nantes, Francja - 2023 – Glasgow, Wielka Brytania - 2024 – Rock Hill, USA - 2025 – Kopenhaga, Dania |

## Tabela medalowa
Stan po MŚ 2022.
| Miejsce | Państwo           | Złoto | Srebro | Brąz | Razem |
| ------- | ----------------- | ----- | ------ | ---- | ----- |
| 1       | Francja           | 38    | 36     | 38   | 112   |
| 2       | Stany Zjednoczone | 35    | 35     | 34   | 104   |
| 3       | Australia         | 21    | 17     | 11   | 49    |
| 4       | Holandia          | 18    | 21     | 18   | 57    |
| 5       | Kolumbia          | 14    | 6      | 8    | 28    |
| 6       | Wielka Brytania   | 12    | 9      | 7    | 28    |
| 7       | Argentyna         | 6     | 10     | 6    | 22    |
| 8       | Nowa Zelandia     | 5     | 6      | 7    | 18    |
| 9       | Łotwa             | 5     | 4      | 4    | 13    |
| 10      | Szwajcaria        | 3     | 5      | 6    | 14    |
| 11      | Ekwador           | 3     | 2      | 0    | 5     |
| 12      | Południowa Afryka | 2     | 1      | 1    | 4     |
| 13      | Wenezuela         | 2     | 0      | 1    | 3     |
| 14      | Kanada            | 1     | 3      | 3    | 7     |
| 15      | Norwegia          | 1     | 1      | 1    | 3     |
| 16      | Włochy            | 1     | 1      | 0    | 2     |
| 17      | Brazylia          | 1     | 0      | 4    | 5     |
| 18      | Dania             | 1     | 0      | 2    | 3     |
| 19      | Portugalia        | 1     | 0      | 0    | 1     |
| 20      | Czechy            | 0     | 5      | 6    | 11    |
| 21      | Niemcy            | 0     | 2      | 4    | 6     |
| 22      | Rosja             | 0     | 2      | 2    | 4     |
| 23      | Belgia            | 0     | 1      | 3    | 4     |
| 24      | Chile             | 0     | 1      | 1    | 2     |
| 25      | Austria           | 0     | 1      | 0    | 1     |
| 26      | Słowacja          | 0     | 1      | 0    | 1     |
| 27      | Litwa             | 0     | 0      | 2    | 2     |
| 28      | Japonia           | 0     | 0      | 1    | 1     |
| Total   | Total             | 170   | 170    | 170  | 510   |